# Noise Floor
Noise Floor é o décimo terceiro álbum de estúdio da banda estadunidense de rock progressivo Spock's Beard . É o primeiro álbum completo da banda com material original a contar com o baterista original Nick D'Virgilio desde o disco X em 2010. Nick já havia gravado uma nova música com a banda para a compilação The First Twenty Years e uma faixa bônus para o álbum anterior da banda, The Oblivion Particle, ambos lançados em 2015. Noise Floor foi lançado em 25 de maio de 2018.

## Contexto e gravação
Em outubro de 2016, o baterista Jimmy Keegan anunciou que havia deixado Spock's Beard para seguir outros interesses e o baterista original da banda, Nick D'Virgilio, foi convocado para cumprir os compromissos do show. Em março de 2017, a banda confirmou que havia começado a escrever para seu próximo álbum, com planos de começar a gravar em maio com Nick como baterista de estúdio.
Como com seus três álbuns anteriores, a gravação e mixagem para o décimo terceiro álbum (então sem título) foram conduzidas na The Mouse House em Altadena, Califórnia, com acompanhamento de bateria adicional em Sweetwater em Fort Wayne, Indiana. A mixagem foi concluída por Rich Mouser em fevereiro de 2018.
Em março de 2018, o título e a data de lançamento do álbum foram revelados. Também foi anunciado que o álbum seria lançado com um EP bônus de material das mesmas sessões de gravação, intitulado Cutting Room Floor.

## Faixas
| Noise Floor |                                                     |                             |         |  |
| N.º         | Título                                              | Compositor(es)              | Duração |  |
| 1.          | "To Breathe Another Day" (Para REspirar Outro Dia)  | John Boegehold, Ryo Okumoto | 5:38    |  |
| 2.          | "What Becomes of Me" (O Que Eu Virei)               | Boegehold                   | 6:11    |  |
| 3.          | "Somebody's Home" (A Casa de Alguém)                | Ted Leonard, Alan Morse     | 6:32    |  |
| 4.          | "Have We All Gone Crazy Yet" (Nós Já Enlouquecemos) | Leonard, Morse              | 8:07    |  |
| 5.          | "So This Is Life" (Então Essa É a Vida)             | Stan Ausmus, Morse          | 5:36    |  |
| 6.          | "One So Wise" (Alguém Tão Sábio)                    | Ausmus                      | 6:58    |  |
| 7.          | "Box of Spiders" (Caixa de Aranhas (instrumental))  | Okumoto                     | 5:29    |  |
| 8.          | "Beginnings" (Começos)                              | Leonard, Okumoto            | 7:25    |  |

Todas as faixas escritas e compostas por John Boegehold, exceto "Vault", escrita por Ted Leonard. 
| Cutting Room Floor (EP bônus) |                                                            |         |  |
| N.º                           | Título                                                     | Duração |  |
| 1.                            | "Days We'll Remember" (Dias Que Lembraremos)               | 4:15    |  |
| 2.                            | "Bulletproof" (À Prova de Balas)                           | 4:41    |  |
| 3.                            | "Vault" (Cofre)                                            | 4:49    |  |
| 4.                            | "Armageddon Nervous" (Nervoso do Armagedom (instrumental)) | 3:32    |  |

## Recepção

### Recepção da crítica
| Críticas profissionais | Críticas profissionais |
| Avaliações da crítica  | Avaliações da crítica  |
| Fonte                  | Avaliação              |
| ---------------------- | ---------------------- |
| Express                | [ 9 ]                  |
| Keyboard               | Positive               |
| MaximumVolumeMusic     | 8/10                   |
| Metal Nation           | 9/10                   |
| The Prog Report        | Positiva               |
| Rock Hard              | 7.5/10                 |
| Sonic Perspectives     | 9.1/10                 |

O álbum recebeu críticas geralmente favoráveis. Em sua crítica para o Sonic Perspectives, Scott Medina elogiou a produção de Rich Mouser e a musicalidade dos membros da banda, afirmando que "nada do material aqui talvez alcance o Top 10 de músicas do Spock de todos os tempos, mas todas estão dentro de uma faixa de boa a excelente". Criticas para a revista Keyboard e para o The Prog Report destacaram a participação de Ryo Okumoto como particularmente notável.

### Recepção comercial

#### Paradas
| Parada (2018)                         | Posição mais alta |
| ------------------------------------- | ----------------- |
| Áustria (Ö3 Austria Top 40)           | 47                |
| Bélgica (Ultratop Valônia)            | 110               |
| Países Baixos (Dutch Charts)          | 101               |
| Alemanha (Offizielle Deutsche Charts) | 23                |
| Suíça (Schweizer Hitparade)           | 24                |

## Créditos
Spock's Beard
- Ted Leonard - vocais principais
- Alan Morse - guitarras elétricas e acústicas, vocais de apoio
- Ryo Okumoto - teclados
- Dave Meros - baixo, vocais de apoio

Músicos adicionais
- Nick D'Virgilio - bateria e percussão, vocais de apoio
- Eric Gorfain - violino
- Leah Katz - viola
- Richard Dodd - violoncelo
- David Robertson - trompa inglesa

Produção
- Rich Mouser - masterização, mixagem